# Yabe (Fukuoka)
Yabe (jap. 矢部村 Yabe-mura) war ein Dorf im Landkreis Yame in der Präfektur Fukuoka, Japan. Am 1. Februar 2010 vereinigte sie sich mit Kurogi, Tachibana und Hoshino zur Stadt Yame.
Das Dorf Yabe hat etwa 900 Einwohner (Stand: September 2023). Die Fläche beträgt 80,46 km² und die Einwohnerdichte ist etwa 11,19 Personen pro km².
In Yabe wird unter anderem grüner Tee angebaut. Über ein Drittel der Bevölkerung lebt in landwirtschaftlichen Haushalten.